# Kalvarienberg (Lenggries)

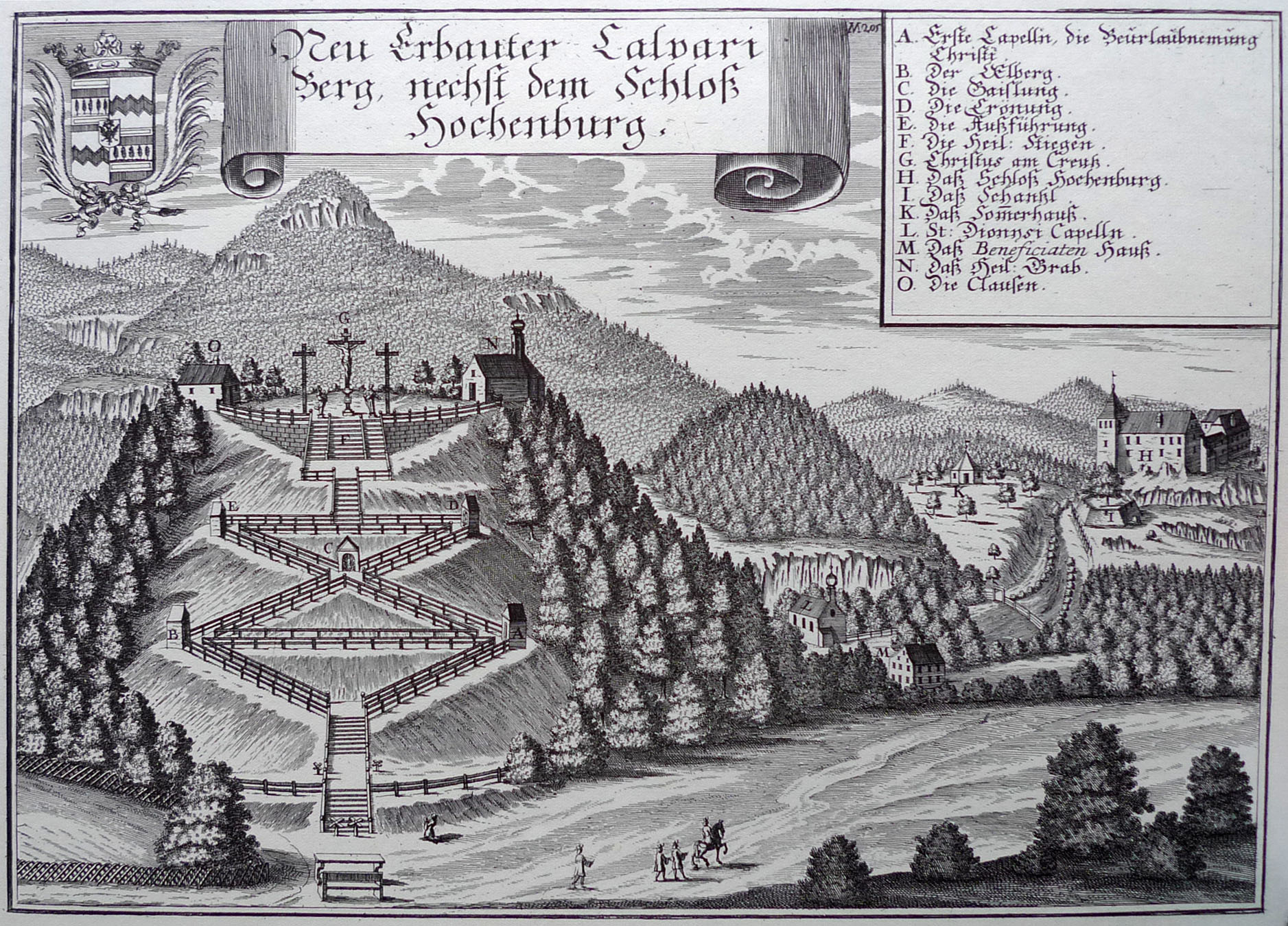
Kalvarienberg in Lenggries, Stich von Michael Wening (1701)

Der Kalvarienberg bei Schloss Hohenburg in Lenggries wurde 1694 errichtet. Er ist damit der älteste Kalvarienberg im Isartal und einer der ältesten in Bayern. Bauherr war der damalige Schlossherr von Hohenburg, Graf Ferdinand Joseph von Herwarth. Die Anlage besteht aus mehreren Gebäuden.

## Grabkapelle
In der südlichen Kapelle befindet sich eine Darstellung des Grabes Christi. Die Grundsteinlegung zu diesem Gebäude erfolgte 1698. Ursprünglich bestand es nur aus einem Altarraum und dem damaligen Eingang, der jetzigen Grotte.

## Kreuzkapelle
Die Kreuzkapelle wurde 1726 errichtet. Im Innern findet sich mit der so genannten Heiligen Stiege eine Nachbildung der Scala Santa im Lateran in Rom. Eine Sammlung von Votivbildern zeigt die Gefahren der Arbeit im Gebirge und erinnert unter anderem an die Schlacht von Sendling 1705.

## Benefiziatenhaus
Bereits auf dem Stich von Michael Wening aus dem Jahr 1701 ist ein Gebäude an der Stelle zu sehen, wo sich heute das Benefiziatenhaus befindet. Es handelt sich hierbei um die Klausnerwohnung, in welcher ab 1699 ein Frater Jakob wohnte. Als der letzte Klausner Josef Funk im Jahre 1825 starb, begann der Kalvarienberg zu verwahrlosen. Nach provisorischen Umbauten wurde die hölzerne Klause abgerissen und 1864 das heutige Benefiziatenhaus errichtet.

## Stiege mit den Leidensstationen
1694 wurde die erste Stiege aus Holz angelegt. 1774 wurden sie durch eine steinerne ersetzt. Die Steine hierzu stammen von der alten Gartenmauer des Hohenburger Schlosses. Die fünf Leidensstationen zeigen: den Abschied Jesu von Maria, Christus am Ölberg, Geißelung, Dornenkrönung und Kreuztragung. Sie stammen aus der Entstehungszeit. Die Innenwände sind mit der Geschichte des ägyptischen Josef ausgemalt. Nach Auskunft des Erzbistums München und Freising wird die Stiege auch heute noch kniend emporgebetet, mit einem „Vater unser“ und einem „Ave Maria“ auf jeder Stufe.